# Wolfram Bode

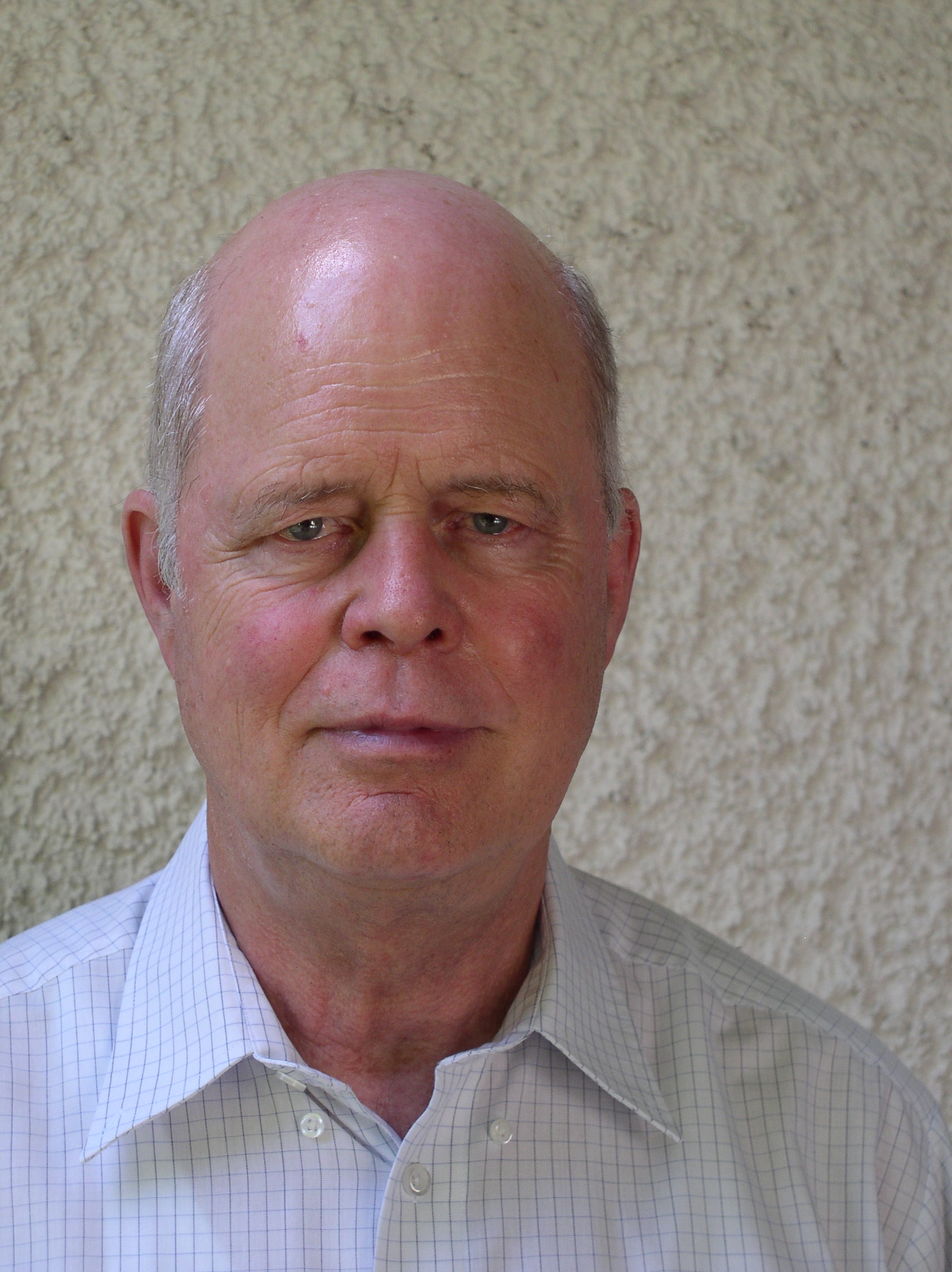
Wolfram Bode (2006)

Wolfram Bode (* 8. März 1942 in Berlin; † 25. Januar 2025) war ein deutscher Biochemiker und Kristallograph, der mittels der Röntgenkristallographie eine große Zahl atomarer Proteinstrukturen, insbesondere von Proteasen, bestimmt hat und so wesentlich zu einem besseren Verständnis ihrer Spezifität und der Mechanismen der Aktivierung und Inhibition beigetragen hat.

## Leben
Wolfram Bode studierte, gefördert von der Studienstiftung des Deutschen Volkes, Chemie und Biochemie an den Universitäten Göttingen, Tübingen und München. Nach seinem Studium promovierte er, u. a. mit Methoden der Röntgenkleinwinkelstreuung, im Jahre 1971 bei Jürgen Engel am Max-Planck-Institut für Eiweiß- und Lederforschung in München über Struktureigenschaften von Bakterienflagella. 1972 wurde er wissenschaftlicher Assistent beim späteren Nobelpreisträger Robert Huber am Max-Planck-Institut für Biochemie in Martinsried, wo er sich in der Folge der Röntgenstrukturanalyse von Proteinen widmete. 1983 habilitierte er sich an der LMU München, wo er 1995 zum apl. Professor für Physikalische Biochemie ernannt wurde. Von 2005 bis 2010 leitete er am Martinsrieder Max-Planck-Institut die Arbeitsgruppe für Proteaseforschung. Bode war seit 2007 verwitwet, er hinterlässt drei Kinder.

## Wissenschaftliche Arbeit
Wolfram Bode hat fast sein ganzes Forscherleben mit der Aufklärung von Struktur-Funktionsbeziehungen von proteolytischen Enzymen verbracht, vor allem mittels kristallographischer Methoden. Ausnahmen waren einige Ausflüge, u. a. zu den Lichtleiterproteinen von Cyanobakterien, die sichtbares Licht auffangen und dessen Energie durch Kopplung an die photosynthetische Membran weiterleiten, zu einem dimeren NC1-Fragment von Collagen-IV mit neuartiger kovalenter Met-Lys-Verknüpfung oder zu einigen Gerinnungskomponenten des archaischen Pfeilschwanzkrebses.  Sein Einstieg in die Proteasen erfolgte mit Strukturarbeiten an der Serinprotease Trypsin, an ihrem Vorläufer, dem Trypsinogen, und an Komplexen mit dem basischen pankreatischen Trypsininhibitor (BPTI). Zusammen mit Robert Huber konnte er erstmals zeigen, wie Trypsin-ähnliche Serinproteasen ihre Peptidsubstrate erkennen, binden und spalten.
1976 fanden Bode und Huber, dass die Elektronendichte des verfeinerten Trypsinogens in dem Bereich, welcher der Substrat-Bindungsregion im aktiven Trypsin entspricht, extrem flach ist, was als Unordnung innerhalb der hochkooperativen „Aktivierungsdomäne“ interpretiert wurde und damals einen Paradigmen-Wechsel in der Proteinkristallographie bedeutete. Nach ihrer „Molecular-Sexuality-Theorie“ stehen die Trypsinogen-artigen, inaktiven Zymogene mit ihren aktiven Formen in einem Gleichgewicht, das durch Insertion des durch Aktivierungsspaltung neu gebildeten NH2-Ile-Val-N-Terminus, aber auch ohne Aktivierungsspaltung durch Bindung starker Inhibitoren wie BPTI oder bakterieller Aktivatoren mit passendem N-Terminus wie Streptokinase, Staphylokinase und Staphylocoagulase zur aktiven Form verschoben werden kann. Später konnte Bode zeigen, dass im menschlichen Gewebs-Plasminogen-Aktivator (und dem der Vampirfledermaus) die epsilon-Aminogruppe eines oberflächlichen Lysinrestes diese induzierende Funktion übernehmen kann, was die hohe Aktivität dieser ungespaltenen Gewebs-Aktivatoren (in Gegenwart von Fibringerinnseln) erklärt. Andererseits untersuchte er Serinproteasen wie Granzyme und Kallikrein 10, die auch nach Aktivierungsspaltung noch in einer Zymogen-ähnlichen Form vorliegen und erst in Gegenwart spezieller Proteinsubstrate eine aktive, strukturierte Konformation annehmen.
In der Folge hat Bode eine Vielzahl weiterer Trypsin-, Subtilisin- und alpha,beta-Hydrolase-ähnlicher Serinproteasen und ihrer Protein-Inhibitoren bearbeitet. Erwähnenswert sind die Strukturen i) der Heparin-stabilisierten tetrameren beta-Tryptase, deren käfigartige Form die beschränkte Zugänglichkeit der aktiven Zentren für Protein-Inhibitoren erklären konnte; ii) der humanen Prohormon/Proprotein-Convertase Furin, das für die Prozessierung körpereigener Proteine, aber auch vieler bakterieller Toxine wie Diphtherie und Anthrax sowie viraler Hüll-Proteine von z. B. Ebola, HIV und Influenza und ihre Endozytose essentiell ist und somit ein interessantes Zielprotein für die strukturbasierte Medikamentenentwicklung darstellt; und iii) der Dipeptidyl-Peptidase IV, die regulatorische Peptide, involviert in Diabetes mellitus, Fettleibigkeit, Tumorwachstum und Aids, prozessiert.
Ende der 80er-Jahre begann Bode mit der Strukturanalyse einer Reihe von Gerinnungs-Proteasen und Co-Faktoren, beginnend mit der ersten Struktur des menschlichen alpha-Thrombins, was die weltweite Suche nach und die Entwicklung von maßgeschneiderten Antithrombotika stimulierte. Thrombin-Komplexe mit Protein-Inhibitoren von blutsaugenden Egeln (wie z. B. das Hirudin) und Insekten (wie z. B. das Rhodniin von einer Raubwanze) zeigten sehr unterschiedliche Wege, wie diese Organismen die Thrombinaktivität des Opfers blockieren und so dessen Blutgerinnung verhindern. Es folgten Strukturanalysen der Gerinnungs-Faktoren IXa, Xa, VIIa, aPC und deren Mutanten sowie der Membran-bindenden C2-Domäne des Co-Faktors FVa. An den Strukturen des Thrombin-Thrombomodulins und der Plasmin-Staphylokinase konnte Bode beispielhaft zeigen, dass die Spaltstelle der Proteinsubstrate nicht immer durch die passende Spaltsequenz, sondern durch Substrat-Präsentation mittels gebundener Co-Faktoren bestimmt wird.
In den späten 80er-Jahren wandte sich Bode auch den Cystein-Proteasen und ihren Inhibitoren zu. Er zeigte u. a., dass die Protein-Inhibitoren Cystatin und Stefin nicht das aktive Zentrum Papain-ähnlicher Proteasen direkt blockieren, sondern in der Nachbarschaft binden und so den Zugang für große Protein-Substrate indirekt blockieren. Die Analyse des menschlichen Calcium-freien Calpains ergab, dass die beiden Papain-ähnlichen Teildomänen in Abwesenheit von Calcium gegeneinander verdreht sind, in Übereinstimmung mit der Inaktivität. Die Struktur der menschlichen Procaspase 7 erklärte erstmals die Inaktivität der Procaspasen und die Konformations-Änderungen, die nach Aktivierungsspaltung zur Apoptose-bereiten Form führen. Überraschenderweise fand sich eine Caspase-ähnliche katalytische Domäne auch im bakteriellen Arg-Gingipain.
Seit den 90er Jahren interessierten Bode auch die Mono-Zink- und Bis-Zink-Metalloproteasen. Mit der Strukturanalyse des Astacins, eines Verdauungsenzyms des Süßwasserkrebses Astacus, konnte er nicht nur die genaue Geometrie des katalytische Zentrums und die charakteristische Umgebung für die ganze Astacin-Familie, sondern auch für die noch viel größere „Metzincin“-Superfamilie bestimmen. Es folgten die Strukturen einer Schlangengiftprotease und des TNF-alpha-converting-Enzyms als erste Repräsentanten der ADAM-Familie und eine Vielzahl von Matrix-Metalloproteasen (MMPs), die der strukturbasierten Wirkstoffentwicklung zur Verfügung gestellt werden konnten. Durch die Strukturanalysen von MMP-Komplexen mit den spezifischen Gewebs-Inhibitoren TIMP-1, -2 und -3 konnte Bode erstmals zeigen, wie diese Inhibitoren vor allem über ihre aminoterminalen Peptide in produktähnlicher Weise an ihre jeweiligen Ziel-MMPs und -ADAMs binden.
Wolfram Bode ist Autor von 359 Original-Publikationen und Buchbeiträgen und hatte einen h-Index von 97 (Stand 29. Juli 2020).

## Auszeichnungen
- 1981 Röntgenpreis der Universität Gießen
- 1989 Förderpreis der Frey-Werle-Stiftung, München
- 1993 Emmanuel Kaye Award des Thrombin Research-Instituts, London, UK
- 1993 Paul-Ehrlich-Lecture der Ass. Rech. Sci. Paul Neumann, Dijon, Frankreich
- 1994 Alexander-Schmidt-Preis der deutschen Gesellschaft für Thrombosis und Hämostasis
- 1998 Special Lecture beim „Chemistry as a Life Science“ Symposium IX an der Rutgers University, Newark, USA
- 1998/99 J.F.Foster Memorial Lecturer an der Purdue University, West Lafayette, IN, USA
- 2000 Memorial Award des 15. Intern. Congress of Fibrinolysis and Proteolysis, Hamamatsu, Japan
- 2000 Gewählter Chair und Organisator der Gordon Research Conference on the Proteolytic Enzymes and their Inhibitors, July 9-14, Colby-Sawyer, NH, USA
- 2004 23rd Annual Jeanette Memorial Award, Temple University, Philadelphia, USA

## Veröffentlichungen (Auswahl)
- R. Huber, D. Kukla, W. Bode, P. Schwager, K. Bartels, J. Deisenhofer, W. Steigemann: Structure of the Complex formed by Bovine Trypsin and Bovine Pancreatic Trypsin Inhibitor. II. Crystallographic Refinement at 1.9 Å Resolution. In: J. Mol. Biol. Band 89, 1974, S. 73–101.
- W. Bode, P. Schwager: The Refined Crystal Structure of Bovine β-Trypsin at 1.8 Å Resolution II. Crystallographic Refinement, Calcium Binding Site, Benzamidine Binding Site and Active Site at pH 7.0. In: J. Mol. Biol. Band 98, 1975, S. 693–717.
- W. Bode, H. Fehlhammer, R. Huber: Crystal Structure of Bovine Trypsinogen at 1.8 Å Resolution. I. Data Collection, Application of Patterson Search Techniques and Preliminary Structural Interpretation. In: J. Mol. Biol. Band 106, 1976, S. 325–335.
- W. Bode, P. Schwager, R. Huber: The Transition of Bovine Trypsinogen to a Trypsin-like State upon Strong Ligand Binding. The Refined Crystal Structures of the Bovine Trypsinogen-Pancreatic Trypsin Inhibitor Complex and of its Ternary Complex with Ile-Val at 1.9 Å Resolution. In: J.Mol.Biol. Band 118, 1978, S. 99–112.
- R. Huber, W. Bode: Structural Basis of the Activation and Action of Trypsin. In: Accounts of Chemical Research. Band 11, 1978, S. 114–122.
- W. Bode, R. Engh, D. Musil, U. Thiele, R. Huber, A. Karshikov, J. Brzin, J. Kos, V. Turk: The 2.0 Å X-ray crystal structure of chicken egg white cystatin and its possible mode of interaction with cysteine proteinases. In: The EMBO Journal. Band 7, 1988, S. 2593–2599.
- W. Bode, I. Mayr, U. Baumann, R. Huber, St. R. Stone, J. Hofsteenge: The refined 1.9 Å crystal structure of human a - thrombin: interaction with D-Ph-Pro-Arg chloromethylketone and significance of the Tyr-Pro-Pro-Trp insertion segment. In: EMBO J. Band 8, 1989, S. 3467–3475.
- T. Rydel, K. G. Ravichandran, A. Tulinsky, W. Bode, R. Huber, J. W. Fenton, C. Roitsch: The Structure of a Complex of Recombinant Hirudin and Human a-Thrombin. In: Science. Band 249, 1990, S. 277–280.
- W. Bode, R. Huber: Natural protein proteinase inhibitors and their interaction with proteinases. In: Eur. J. Biochem. Band 204, 1992, S. 433–451.
- W. Bode, D. Turk, A. Karshikov: The refined 1.9Å X-ray crystal structure of D-Phe-Pro-Arg chloromethylketone-inhibited human a-thrombin: Structure analysis, overall structure, electrostatic properties, detailed active-site geometry, and structure-function relationships. In: Protein Science. Band 1, 1992, S. 426–471.
- W. Bode, F. X. Gomis-Rüth, R. Huber, R. Zwilling, W. Stöcker: Structure of astacin and implications for activation of astacins and zinc-ligation of collagenases. In: Nature. Band 358, 1992, S. 164–167.
- M. T. Stubbs, H. Oschkinat, I. Mayr, R. Huber, H. Angliker, St. R. Stone, W. Bode: The interaction of thrombin with fibrinogen. In: Eur. J. Biochem. Band 206, 1992, S. 187–195.
- W. Bode, P. Reinemer, R. Huber, Th. Kleine, S. Schnierer, H. Tschesche: The X-ray crystal structure of the catalytic domain of human neutrophil collagenase inhibited by a substrate analogue reveals the essentials for catalysis and specificity. In: The EMBO Journal. Band 13, 1994, S. 1263–1269.
- H. Brandstetter, M. Bauer, R. Huber, P. Lollar, W. Bode: X-ray structure of clotting factor IXa - active site and module structure related to Xase activity and haemophilia-b. In: Proc. Natl. Acad. Sci. USA. Band 92, 1995, S. 9796–9800.
- A. van de Locht, D. Lamba, M. Bauer, R. Huber, Th. Friedrich, B. Kröger, W. Höffken, W. Bode: Two heads are better than one: crystal structure of the insect derived double domain Kazal inhibitor rhodniin in complex with thrombin. In: The EMBO Journal. Band 14, 1995, S. 5149–5157.
- D. Lamba, M. Bauer, R. Huber, St. Fischer, R. Rudolph, U. Kohnert, W. Bode: The 2.3 Å Crystal structure of the catalytic domain of recombinant two-chain human tissue-type Plasminogen Activator. In: J. Mol. Biol. Band 258, 1996, S. 117–135.
- T. Mather, V. Oganessyan, P. Hof, R. Huber, St. Foundling, Ch. Esmon, W. Bode: The 2.8Å crystal structure of Gla-domainless activated protein C. In: The EMBO Journal. Band 15, 1996, S. 6822–6831.
- W. Bode, H. Brandstetter, T. Mather, M. Stubbs: Comparative analysis of haemostatic proteinases: Structural aspects of Thrombin, Factor Xa, Factor IXa and Protein C. In: Thrombosis Haemostasis. Band 78, 1997, S. 501–511.
- M. Renatus, R. A. Engh, M. T. Stubbs, R. Huber, S. Fischer, U. Kohnert, W. Bode: Lysine 156 promotes the anomalous proenzyme activity of tPA: X-ray crystal structure of single-chain human tPA. In: The EMBO J. Band 16, 1997, S. 4797–4805.
- F.-X. Gomis-Rüth, K. Maskos, M. Betz, A. Bergner, R. Huber, K. Suzuki, N. Yoshida, H. Nagase, K. Brew, G. P. Bourenkov, H. Bartunik, W. Bode: Mechanisms of inhibition of the human matrix metalloproteinase stromelysin-1 by TIMP-1. In: Nature. Band 389, 1997, S. 77–81.
- P. J. B. Pereira, A. Bergner, S. Macedo-Ribeiro, R. Huber, G. Matschiner, H. Fritz, C. P. Sommerhoff, W. Bode: Human beta-tryptase is a ring-like tetramer with active sites facing a central pore. In: Nature. Band 392, 1998, S. 306–311.
- M. A. A. Parry, C. Fernandez-Catalan, A. Bergner, R. Huber, K.-P. Hopfner, B. Schlott, K.-H. Gührs, W. Bode: The ternary microplasmin-staphylokinase-microplasmin complex is a proteinase-cofactor-substrate complex in action. In: Nature Struct. Biol. Band 5, 1998, S. 917–923.
- S. Macedo-Ribeiro, W. Bode, R. Huber, M. A. Quinn-Allen, S. W. Kim, T. L. Ortel, G. P. Bourenkov, H. D. Bartunik, M. T. Stubbs, W. H. Kane, P. Fuentes-Prior: Crystal structures of the membrane-binding C2 domain of human coagulation factor V. In: Nature. Band 402, 1999, S. 434–439.
- P. Fuentes-Prior, Y. Iwanaga, R. Huber, R. Pagila, G. Rummenik, M. Seto, J. Morser, D. R. Light, W. Bode: Structural basis for the anticoagulant activity of the thrombin-thrombomodulin complex. In: Nature. Band 404, 2000, S. 518–525.
- M. E. Than, S. Henrich, R. Huber, A. Ries, K. Mann, K. Kuhn, R. Timpl, G. P. Bourenkov, H. D. Bartunik, W. Bode: The 1.9-A crystal structure of the noncollagenous (NC1) domain of human placenta collagen IV shows stabilization via a novel type of covalent Met-Lys cross-link. In: Proc Natl Acad Sci U S A. Band 99, 2002, S. 6607–6612.
- S. Henrich, A. Cameron, G. P. Bourenkov, R. Kiefersauer, R. Huber, I. Lindberg, W. Bode, M. E. Than: The crystal structure of the proprotein processing proteinase furin explains its stringent specificity. In: Nature Struct Biol. Band 10, 2003, S. 520–526.
- R. Friedrich, P. Panizzi, P. Fuentes-Prior, K. Richter, I. Verhamme, P. J. Anderson, S. Kawabata, R. Huber, W. Bode, P. E. Bock: Staphylocoagulase is a prototype for the mechanism of cofactor-induced zymogen activation. In: Nature. Band 425, 2003, S. 535–539.
- M. Debela, V. Magdolen, V. Grimminger, C. Sommerhoff, A. Messerschmidt, R. Huber, R. Friedrich, W. Bode, P. Goettig: Crystal Structures of Human Tissue Kallikrein 4: Activity Modulation by a Specific Zinc Binding Site. In: J Mol Biol. Band 362, 2006, S. 1094–1107.